# مركز الملك فهد الثقافي
مركز الملك فهد الثقافي، هو مركز ثقافي يقع في مدينة الرياض عاصمة المملكة العربية السعودية، تقام فيه الأنشطة الثقافية والأدبية والمسرحية مثل معارض للفنون ومحاضرات ومسرحيات وغيرها، ويتكون المركز من مجموعة متكاملة من الأقسام الثقافية في مركز واحد. أكبر هذه الأقسام هي القاعة الكبرى والتي تحتوي على 3000 مقعد. وتبلغ مساحة المركز 100 ألف متر.

## نبذة
أُنشئ مركز الملك فهد الثقافي، بمبادرة من الأمير فيصل بن فهد بن عبد العزيز، حيث تم إنشاؤه للأدباء والمثقفين لنشر الثقافة السعودية. يعمل المركز تحت مظلة وزارة الثقافة، ويُعد أكبر المراكز الثقافية في الشرق الأوسط، ورمـزًا من رموز الثقافة في المملكة، من خلال استضافته العديد من الندوات، والاحتفالات العلمية والثقافية، والمؤتمرات، وأمسيات أدبية وثقافية، وأنشطة مسرحية.

## تاريخ المركز
- اختيرت مدينة الرياض عاصمة للثقافة العربية عام 2000م وقد احتفلت المملكة العربية السعودية بهذه المناسبة واختتمت احتفالها بافتتاح هذا المركز وبحضور الملك عبد الله بن عبد العزيز آل سعود تم افتتاح المركز يوم الثلاثاء 21 نوفمبر 2000 بحضور عدد من وزراء الثقافة والإعلام العرب.[4]
- في أبريل 2024م أكملت وزارة الثقافة عمليات ترميم وتطوير مركز الملك فهد الثقافي وفق الطراز السلماني، وذلك  لجعل المركز مُجمّعاً ثقافياً شاملاً يضمّ أقساماً متعددة ومسرحاً رئيسياً بسعة 2750 مقعداً.[5]

## أقسام المركز
- البهو الرئيسي: في الواجهة الرئيسية منفذة بالزجاج الملون على هيئة العلم السعودي، بالإضافة لوجود تحفة فنية متمثلة في عبارة عن آية قرآنية بالخط الكوفي تتوسطها صورة (بورتريه) منفذة بأسلوب نسيج الأبيسون لخادم الحرمين الشريفين.
- المسرح الرئيسي: الطاقة الاستيعابية للصالة (بخلاف مقاعد المعاقين) تبلغ 3000 مقعد، ومساحة خشبه المسرح حوالي 1800 متر مربع، وارتفاع قطاعها الأوسط 27 متر، وعمقها 35 متر.
- المسرح الصغير: الطاقة الاستيعابية للمسرح هي 433 مقعداً، وتبلغ مساحة خشبة المسرح الكلية 150 متر مربع، مع ارتفاع يصل إلى 10.5 متر ومنفذة بألواح من خشب الصنوبر.
- قاعة المحاضرات: الطاقة الاستيعابية للقاعة 336 مقعد. المنصة: وهي شاشة عرضها 11×5 متر، وحوائطها مجهزة بستائر لتغطي شاشة العرض أو مساحة المنصة كلياً. نظام الترجمة : يتم بواسطة أجهزة لاسلكية تعمل بالأشعة تحت الحمراء للترجمة لثلاث لغات في آن واحد ويمكن استخدامها أيضاً كأجهزة استماع مساعدة. نظام العرض: ويشترك في هذا النظام قاعة الاستماع الرئيسية والمسرح الصغير.
- القبة السماوية: الطاقة الاستيعابية 208 مقعد، المقاعد: نوع خاص من المقاعد صممت خصيصاً للقباب السماوية بحيث يمكن استدارته ويمكن أن يميل إلى الخلف أو ينحني لمتابعة العرض، القبة: قطرها 18 متر ومصنوعة من ألواح الألمنيوم المثقوب الأبيض اللون والمثبت على إطار من الصلب والذي يؤدي دور شاشة العرض بالنسبة للقبة السماوية، المعدات الخاصة بالقبة السماوية: جهاز العرض الرئيسي بالقبة جهاز مثبت عليه 8900 نجم ثابت من درب التبانه، أجهزة العرض المساعدة: جهاز العرض الخاص بالكرة الأرضية وجهاز عرض الشمس وجهاز عرض الشهب وجهاز عرض المذنبات وجهاز عرض تحديد المجموعات النجمية وجهاز عرض الأقمار (توابع الأقمار) وجهاز عرض السحب وجهاز عرض تحديد زوايا الأبعاد وجهاز عرض فيلم صوتي مقاس 16 مم وجهاز عرض البانوراما ومعدات الصوت والمؤثرات الصوتية والتسجيلات وأنظمة التحكم في أجهزة العرض بواسطة الحاسب الآلي.
- قاعة الفنون التشكيلية: السقف مغطى بمادة ماصة للصوت مما يمكن العاملين والجالسين من سماع أية نداءات تتم مع نظام إضاءة يتدلى منه مدادات للطاقة الضوئية تمتد حتى مواقع الأضواء المباشر، كما يحتوي السقف على لمبات ضوئية ذات جهد مرتفع من النيون تسير محاذية للمدادات وحول الأعمدة.
- المكتبة: السقف مكسو بمادة خاصة مانعة للصوت مع أنوار مدلاه.
- متحف التراث: أعدت خزانات خاصة للعرض ونفذت بالزجاج والنحاس الأصفر المجلو وقواعدها من خشب البلوط.
- القاعة متعددة الأغراض: يمكن أن تستخدمها ككافتيريا أو قاعة اجتماعات أو صالة طعام.[6]

مدرجات المركز صممت من الصخور الطبيعية والنباتات البيئية والنوافير الجميلة لتحقيق الانسجام مع محيطه الجغرافي. يوجد بجانب المبنى مواقف للسيارات تستوعب أكثر من (1000) سيارة، ومواقف لذوي الاحتياجات الخاصة، ومواقف سيارات الخدمات. كما رُصفت المنطقة الخارجية على مساحة (6000)م2 لتكون ساحة جاهزة لإقامة الاحتفالات والمهرجانات والمعارض المفتوحة.

## مكتبة ومتحف المركز
يوجد في مركز الملك فهد الثقافي مكتبة، يمكنها استيعاب أكثر من 15000 مجلد ومطبوعة، وتستوعب أكثر من 80 باحثًا وقارئًا، في وقتٍ واحد.
كما يوجد متحف، أُعِدّ ليكون حاضنًا لتراث آثار المملكة والعالم العربي، يحتوي على 3 معامل، هي معمل لترميم الفخار والخزفيات والزجاج والأخشاب والمنسوجات، ومعمل لترميم الأحجار والمعادن، ومعمل لترميم الجلود والأوراق والعظام والخوص والحصير والبردي والعاج.

## فعاليات
- يقدم مركز الملك فهد الثقافي العديد من المناسبات والفعاليات، من أهمها احتفالات اليوم الوطني، وليالي نجد الفنية والتراثية، والأوركسترا الألمانية، والعروض الصينية، والأسبوع الثقافي الياباني، واليوم الثقافي لمسلمي سيرلنكا، والليالي الثقافية الباكستانية والأسبوع الثقافي الصيني.[9]

### دورايمون
في يناير 2009، قدم مركز الملك فهد الثقافي بالرياض عرضًا سينمائيًّا للفيلم الياباني "دورايمون"، بهدف التعريف بالثقافة اليابانية، التي كانت مبادرة من المكتب الثقافي لسفارة اليابان في المملكة.
- احتضن المركز بعد اكتمال ترميمه في أبريل 2024م عروض «أوبرا زرقاء اليمامة».[11]

## التجديد
قامت وزارة الثقافة بتطوير مركز الملك فهد الثقافي بالرياض وتجديده، وتم ذلك على مرحلتين:

### المرحلة الأولى
بدأت المرحلة الأولى، من 1 مارس إلى 31 يوليو 2022، وشملت تحسينات الواجهة الخارجية للمركز، وترميم المدخل الرئيس، والمدخل الملكي، إضافةً إلى تحسين منطقة البهو وترميمها، والمرافق التابعة لها، إلى جانب تطوير المسرح الرئيس، من خلال تغيير الكراسي، وإضافة شاشات الترجمة وأنظمة الصوت والإضاءة، وكذلك تجهيز منطقة المطعم الرئيس.

### المرحلة الثانية
بدأت المرحلة الثانية، من 15 مايو إلى 31 ديسمبر 2022، وقد شملت تجديد قاعات المعارض الداخلية للمركز، وتجديد المسرحَين الفرعيَّين، ومنطقة المكاتب، وتطوير المنطقة الخارجية، والمسطحات الخضراء.

## الفرقة الوطنية للمسرح والوطنية للموسيقى
في مارس 2019، أعلن الأمير بدر بن عبد الله بن فرحان، وزير الثقافة، أن مركز الملك فهد الثقافي بالرياض مقرٌّ للفرقة الوطنية للمسرح، والفرقة الوطنية للموسيقى، حيث تم اختيار مركز الملك فهد الثقافي، لتسهيل تأسيس الفرقتين.

## وصلات خارجية
- الموقع الرسمي لمركز الملك فهد الثقافي
- معرض صور مركز الملك فهد الثقافي